# إيفان سلفادور
إيفان سلفادور إيدو (بالإسبانية: Iván Salvador) (مواليد 11 ديسمبر 1995) يعرف أيضًا بـإيبان، هو لاعب كرة قدم غيني استوائي يلعب حاليًا لصالح نادي فالنسيا ب.

## إحصائيات

### المنتخب
آخر تحديث 25 يناير 2015.
| غينيا الاستوائية | غينيا الاستوائية | غينيا الاستوائية |
| السنة            | الظهور           | الأهداف          |
| ---------------- | ---------------- | ---------------- |
| 2015             | 4                | 1                |
| المجموع          | 4                | 1                |

## روابط خارجية
- إيفان سلفادور على موقع الاتحاد الدولي (مؤرشف)  (الإنجليزية)
- إيفان سلفادور على موقع إي إس بي إن إف سي (الإنجليزية)
- إيفان سلفادور على موقع قاعدة بيانات كرة القدم.إي يو (الإنجليزية)
- إيفان سلفادور على موقع ناشيونال فوتبول تيمز (الإنجليزية)
- إيفان سلفادور على موقع Soccerway.com (الإنجليزية)
- إيفان سلفادور على موقع عالم كرة القدم.نت (الإنجليزية)
- إيفان سلفادور على موقع AS.com (الإسبانية)
- صفحة اللاعب على سوكرواي